# Świękity
Świękity (niem. Adlig Schwenkitten) – wieś w Polsce, położona w województwie warmińsko-mazurskim, w powiecie lidzbarskim, w gminie Lubomino. Populacja wynosi 41 osób.
Wieś znajduje się w historycznym regionie Warmia.

## Nazwa
17 października 1949 r. ustalono urzędową polską nazwę miejscowości – Świękity, określając drugi przypadek jako Świękit, a przymiotnik – świękicki.

## Historia
W latach 1975–1998 miejscowość należała administracyjnie do województwa olsztyńskiego.